# Aldabrinus floridanus
Aldabrinus floridanus är en spindeldjursart som beskrevs av William B. Muchmore 1974. Aldabrinus floridanus ingår i släktet Aldabrinus och familjen Garypinidae. Inga underarter finns listade i Catalogue of Life.